# Karabin Colt Canada C8
Colt Canada C8 – kanadyjski karabinek automatyczny będący modyfikacją karabinka CAR-15, produkowany od 1986 roku przez Diemaco/Colt Canada. Opracowano wiele wariantów karabinka C8, m.in. C8A1, C8SFW i C8FTHB.
Broń podobnie jak C7 wykorzystywana jest przez siły zbrojne Kanady, Holandii i Danii.
Od 1999 karabinki w wersji C8SFW używane są przez SAS pod oznaczeniem L119A1